# أمان الله خان (سياسي)
أمان الله خان (بالإنجليزية: Amanullah Khan)‏ هو سياسي هندي، ولد في 30 مايو 1950 في الهند، وتوفي في 10 نوفمبر 2002. حزبياً، نشط في Majlis Bachao Tehreek ‏ ومجلس اتحاد المسلمين (الهند). وقد انتخب Member of the Andhra Pradesh Legislative Assembly ‏.